# Ингушский костюм
Ингу́шский костю́м — комплекс традиционной национальной одежды, обуви и аксессуаров, использовавшийся ингушами в повседневном и праздничном обиходе.

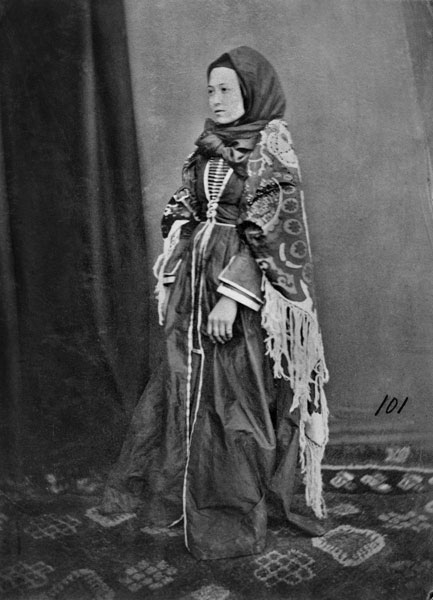
Ингушка в традиционном костюме

Описания элементам ингушского костюма давали в своих трудах: в начале 80-х гг. XVIII в. Якоб Рейнегс; побывавшие на Северном Кавказе в начале XIX в. Юлиус фон Клапрот и чуть позже — Мориц фон Энгельгардт, а также известные кавказоведы А. Н. Генко, Л. П. Семёнов, Е. И. Крупнов и др.

## Мужская одежда
Судя по археологическим материалам, полученным из погребальных памятников Горной Ингушетии, средневековый костюм мужчины состоял из двух одежд. На нижнюю (нательную) одежду надевался длинный шерстяной кафтан, доходящий до колен, и широкие шаровары из грубой шерстяной ткани, на ноги надевались мягкие козловые сапоги (ноговицы), а на голову — мягкая стеганая шапка. В погребениях более позднего времени встречаются черкески с газырями, меховые барашковые шапки (папахи). Кафтаны и черкески опоясывались одним или двумя кожаными поясами с железными и бронзовыми пряжками, тонкие пояса украшались серебряными и бронзовыми наконечниками и бляшками. К поясам подвешивались кисеты из кожи с огнивом, кресалом и трутом. И обязательно холодное оружие: железные ножи с деревянными и костяными рукоятками, в кожаных ножнах, а также сабли и кинжалы.
Костюм ингуша ко второй половине XVIII – началу XIX вв., судя по данным письменных источников, практически ничем не отличался от костюма соседних горских народов. Юлиус фон Клапрот в начале XIX в отмечает, что одежда ингушей похожа на одежду других кавказцев, но она, как и их оружие, выглядит изысканнее. Она состояла из короткой «чохи» (черкески) с газырями, длинных штанов, плотно прилегающих внизу к щиколотке, из темно-коричневого неплотного сукна. На ногах – кожаная обувь без крепкой подошвы, а на голове – «шапочка из бараньей шкуры». При езде верхом ингуши надевают длинные шерстяные носки выше колен, и покрываются буркой, служащей надежной защитой от дождя и снега. Для такой же цели служит башлык – остроконечный суконный колпак, закрывающий лицо до глаз и носа. Непременным атрибутом одежды ингуша является оружие: на поясе у него всегда кинжал, а при полном вооружении – сабля и ружье.
Обувь составляли сафьяновые чувяки, иногда − башмаки или сапоги, подбитые железными скобками.

### Головной убор
В качестве головного убора ингушами использовалась цветная стеганая шапка (иногда с кисточкой), реже − меховая с цветным верхом.
Кроме того, специфическую форму имел другой ингушский мужской головной убор «элтар-кий» — высокая, несколько расширяющаяся кверху папаха, поверх нее в ненастную погоду накидывали башлык. У ингушей башлык имел впереди небольшой козырек, выкроенный под прямым углом.

### Аксессуары
Некоторые функциональные компоненты мужского костюма могли служить и украшениями, такие как пояс (ингуш. тIexкap), газыри (ингуш. бустамаш), часы (ингуш. сахьат) и др. Выделяли два типа мужских поясов: кожаные с металлическим набором; из ткани или войлока. Во второй половине XIX — начале XX в. более всего были распространены пояса в виде узкого кожаного ремня. На одном конце пояс имел пряжку, в которую продергивался другой конец пояса, снабженный металлическим наконечником. Пояс туго затягивался на талии, а длинный кончик продевали в подвижную обоймочку. Такие пояса носили повседневно, они были доступны любому горцу. Праздничные пояса украшали многочисленными, часто серебряными бляшками и подвесками разной формы.
Отличие черкески от сходных по покрою кафтанов и т. п. видов одежды составляют карманчики для газырей, которые с конца XVIII в. стали нашивать на черкеску по обеим сторонам груди. В эти карманы вставлялись газыри (по 7-9 штук). Изначально они выполняли не столько декоративную, сколько практическую функцию. В узких длинных карманчиках хранились заряды для кремнёвых ружей и пистолетов, помещавшиеся в специальных емкостях, патронах, имеющих декоративные крышки, украшенные серебряным чеканным или литым навершием, часто с чернью. Охватывая практически всю грудь, газыри выполняли и защитную функцию, прикрывая тело от рубящих ударов холодным оружием.
В позднесредневековых погребениях Ингушетии обнаружены мужские кольца из бронзы, однако данные относительно существования подобных украшений в более поздний период очень скудны.
Со второй половины XIX в. роскошным дополнением мужского костюма стали карманные часы. Часы выполняли не только практическую функцию, но и использовались как дорогой престижный аксессуар. По мере расширения их производства и удешевления главным образом серебряные часы стали использоваться как вид подарка.

## Женская одежда

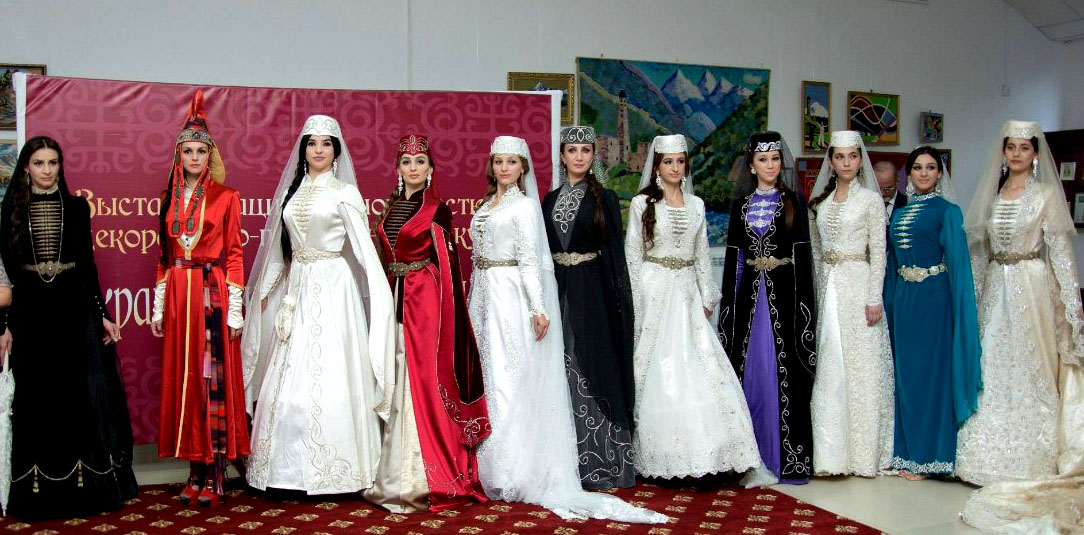
Разнотипные ингушские женские костюмы

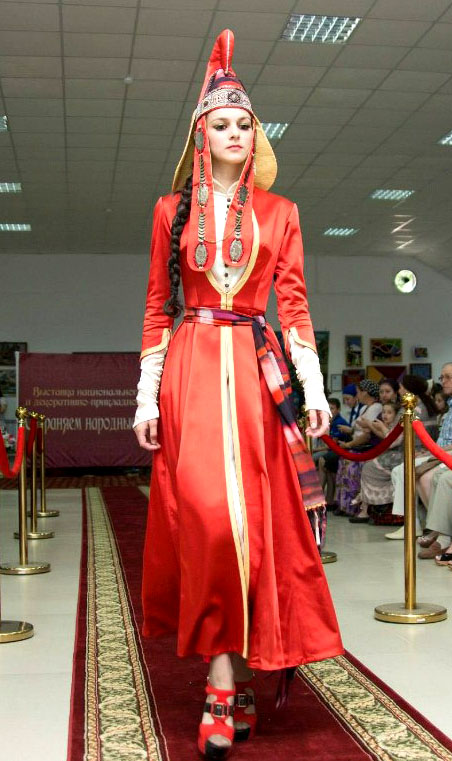

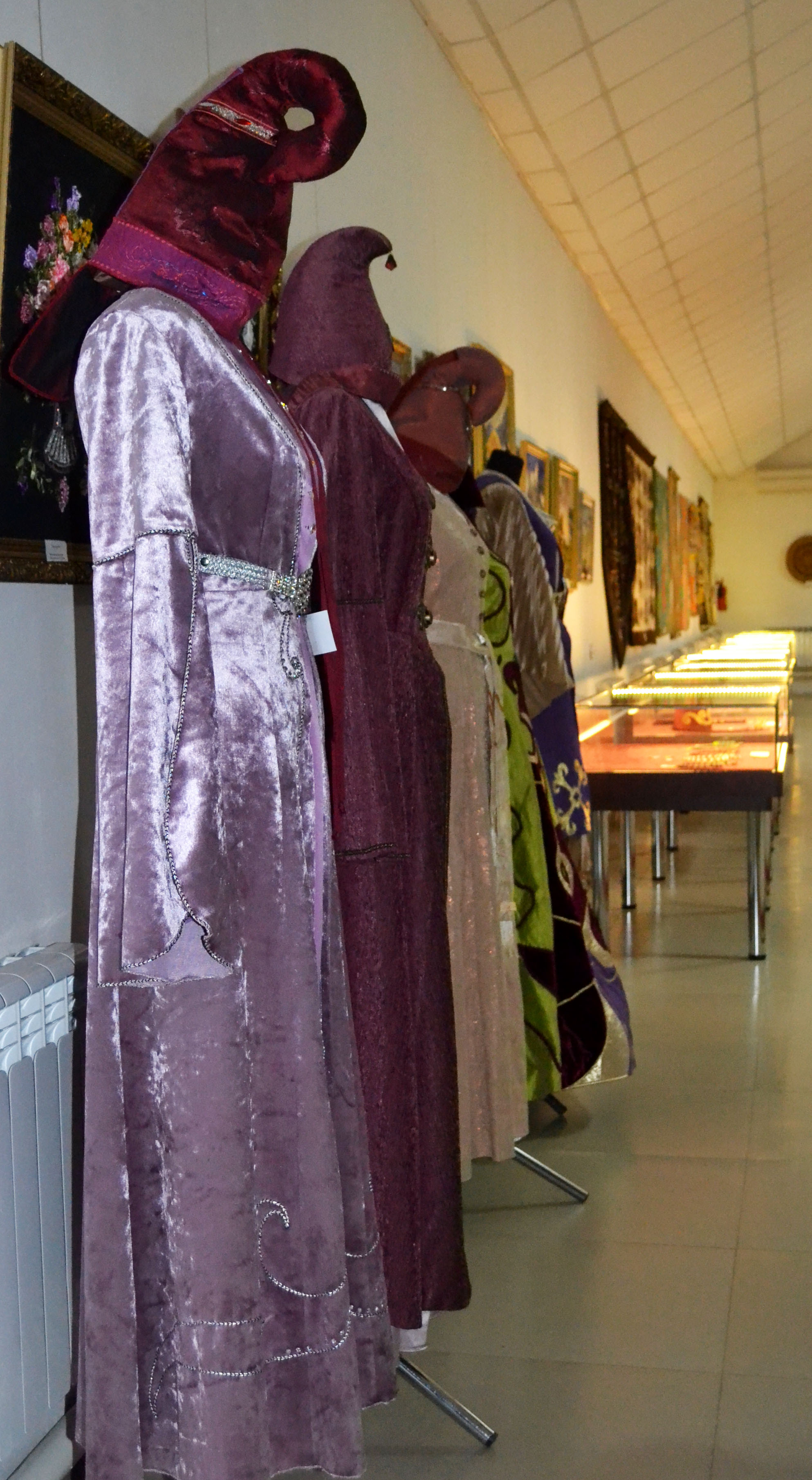

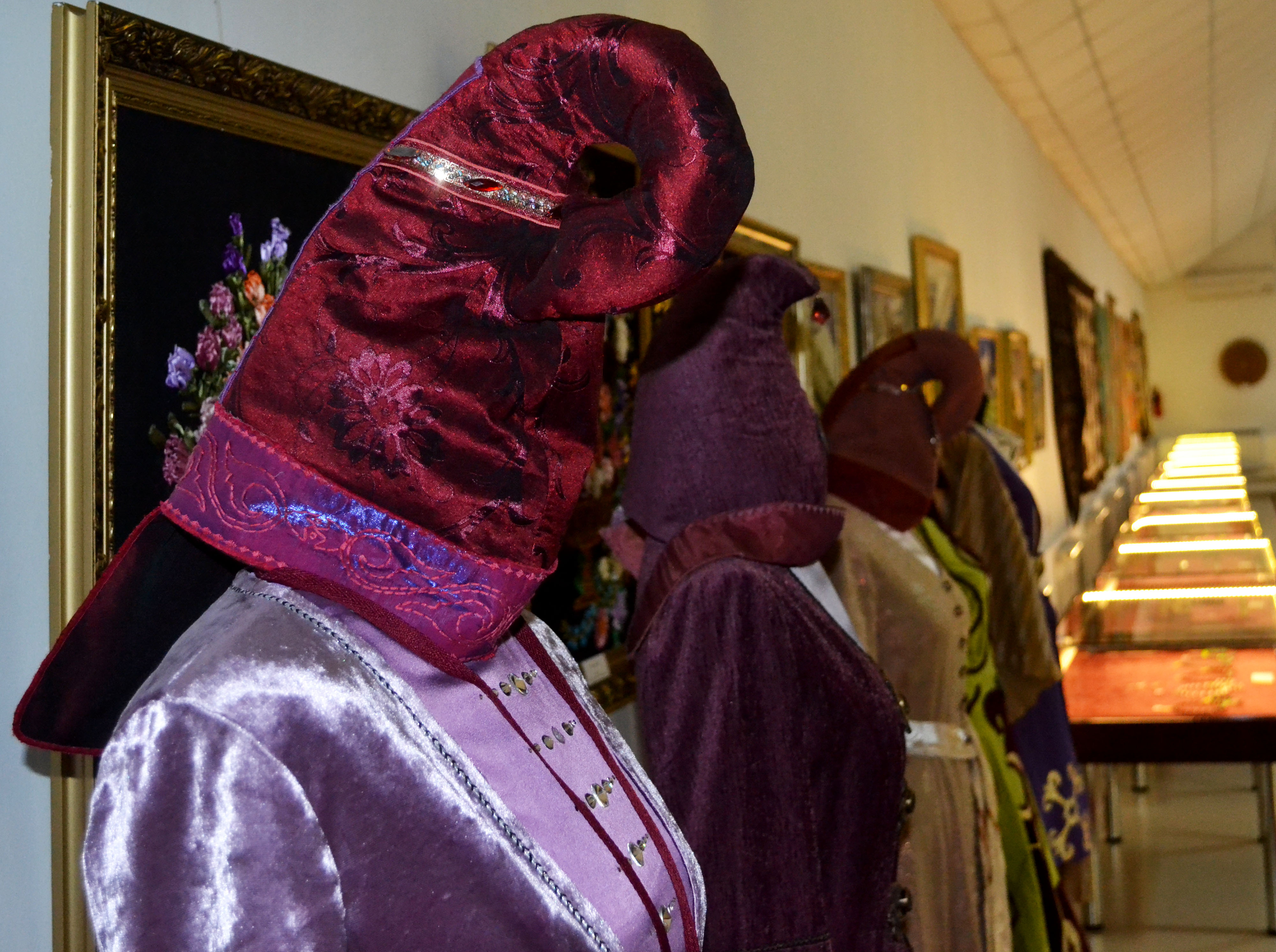
Курхарсы

Согласно материалам приводимым, в частности, Е. И. Крупновым:

«Женщины одеты в длинные платья-рубахи с неглубоким разрезом на груди. Нижнее платье – с короткими рукавами из грубого белого холста. Нередко встречается и третье платье, сшитое из плотной грубоватой шерстяной ткани собственного производства. Это платье также имеет длинные рукава и разрез на груди, застегивающийся пуговицами. Все верхние платья, особенно шелковые, обычно имеют яркие цвета: красный, синий, зеленый, оранжевый. Кроме рубах и платьев женщины имели шаровары из холста или тонкой материи. Ноги были обуты в чувяки или сапожки на мягкой подошве из цветного сафьяна.
Головы ингушских женщин украшали массивные плоские медные или бронзовые и серебряные височные восьмилопастные кольца. У шеи находились низки, состоящие из набора разнообразных бус: сердоликовых, стеклянных и из цветной пасты. На пальцах рук надето иногда по нескольку бронзовых и серебряных колец и перстней с глазками из цветного стекла. Талию опоясывал кушак из шелка или холста, к которому привязывались железные ножницы, а также сумочки с шелковыми цветными нитками, иглами и наперстками, деревянные гребни и очень редко стеклянные зеркальца в деревянной оправе.

### Головной убор
Оригинальным женским головным убором являлся — курхарс. Он был атрибутом одежды ингушских девушек и надевались во время праздников и «выхода в свет». Курхарсы изготовлялись из красного войлока или плотного сукна и представляли собой высокие колпаки в виде конька с изогнутым вперед и раздвоенным концом («хохолком»). Курхарс был известен на Кавказе только в Горной Ингушетии. Впервые был упомянут в 30-х гг. XVII в. в статейном списке русских послов, описывающих свой маршрут через ингушские земли в Грузию. Исследователями курхарс рассматривается в исторической и культурной взаимосвязи с женским головным убором древних фригийцев, так называемым «фригийским колпаком».

## Профессиональная одежда

### Охотник
Письменные источники сохранили информацию о некоторых особенностях профессиональной одежды у ингушей. Например, описывается одежда охотника (ингуш. чарахь), который надевал чувяки с сафьяновыми ноговицами, поршни из сыромятной кожи, с плетеными ременными подошвами; в газыри был насыпан порох, который затыкался круглою свинцовою пулею, обернутой в засаленную тряпочку; к поясу привешивался старый кинжал и кисет из бычьего пузыря, наполненный махоркою. С собой бралась мохнатая кожаная котомка с провизией, состоявшая из овечьего сыра и кукурузных лепешек; за пояс затыкалась веревка со связкою стальных кошек и коротенькая трубка.

### Пастух
Также приводится описание одежды пастуха: «Он одет в рубашку, штаны и камзол из грубой шерсти домашнего производства, поверх камзола одета бурка из еще более грубой шерсти, крепившаяся спереди с помощью самодельной деревянной спицы. На голову одевалась шапка из овчины, а на ноги надевались сыромятные кожаные сапоги, набитые травою».

### Косарь
В материалах Комиссии по изучению Нагорной полосы Терской области за 1909 г. имеется сообщение, что «косари косят или босиком, или же в чувяках с подошвами из ременного переплета...». Вероятно, речь здесь идет об обуви из сыромятной кожи с подошвой, сплетенной из ремней, которую носили пастухи и охотники, так как она не скользила на горных склонах.